# Eutychiusz (Kuroczkin)
Eutychiusz, imię świeckie: Iwan Timofiejewicz Kuroczkin (ur. 6 marca 1955 w Iszimie) – rosyjski biskup prawosławny.

## Życiorys
Po ukończeniu szkoły średniej i odbyciu zasadniczej służby wojskowej został hipodiakonem w soborze Podwyższenia Krzyża Pańskiego w Omsku. Pod wpływem swojego dziadka, mnicha Prochora (Żełtyszewa), następnie schimnicha Pawła oraz metropolity Zenobiusza, jego ojca duchowego, postanowił zostać zakonnikiem. W 1978 wstąpił do moskiewskiego seminarium duchownego. 24 lipca 1982, po ukończeniu seminarium, złożył wieczyste śluby zakonne, zaś następnego dnia przyjął z rąk arcybiskupa omskiego Maksyma święcenia diakońskie. Trzy miesiące później został hieromnichem. W 1987 otrzymał godność igumena i został skierowany do nowo tworzonej parafii we wsi Szabłykino.
Jesienią 1989 razem z grupą innych duchownych pracujących na Syberii zwrócił się do Soboru Biskupów Rosyjskiego Kościoła Prawosławnego poza granicami Rosji z prośbą o przyjęcie w jurysdykcję tejże organizacji kościelnej. W 1994 został w tymże Kościele podniesiony do godności archimandryty, zaś 24 lipca tego samego roku – wyświęcony na biskupa iszymskiego i syberyjskiego. Uczestniczył w rozmowach poprzedzających zjednoczenie Rosyjskiego Kościoła Prawosławnego poza granicami Rosji z Patriarchatem Moskiewskim.
Od 16 maja 2007 do 2012 był wikariuszem eparchii moskiewskiej z tytułem biskupa domodiedowskiego. Odpowiadał za kierowanie byłymi parafiami Rosyjskiego Kościoła Prawosławnego poza granicami Rosji na terenie Rosji i za ich stopniowe wchodzenie w jurysdykcję odpowiednich eparchii. Po odejściu w stan spoczynku został przełożonym nowo powstałej placówki patriarszej w Iszymie.